# شقرا (لبنان)
شقرا (به عربی: شقرا) یک منطقهٔ مسکونی در لبنان است که در شهرستان بنت جبیل واقع شده‌است. شقرا ۱۲٬۰۰۰ نفر جمعیت دارد و ۶۲۰ متر بالاتر از سطح دریا واقع شده‌است.